# کنو
کنو، روستایی از توابع بخش مرکزی شهرستان سروستان در استان فارس ایران است.
در رابطه با نام گذاری این بخش میتوان به این مورد اشاره کرد که با توجه به کوچ نشین بودن ساکنان اولیه این‌منطقه که از نظر جغرافیایی در محیطی گود که در آن آب بود است و در اصطلاح به آن کون آب میگفتند اشاره کرد 
در ادبیات فارسی به مکانی که از سطح زمین پایین تر از است کون گفته میشود 
مردم ساکن این منطقه به دلیل وجود این کون آب نام او را کون آب و در زبان عامیانه خود که به آب اصطلاحا اُو میگفته اند و در طول زمان برای تسهیل در تلفظ به آن کون اُو یا کنو گفته اند . 
روستای کنو دارای مدرسه ای به نام تنها شهید روستا عطااله نصیری و همچنین مسجدی است که توسط خیر اهل روستا حاج حسین باقری معماری و احداث شده است.
در مورد نامگذاری این روستا روایتی نیز وجود دارد که وجود قنات ها و اب فراوان در محیط پیرامونی ساکنین اولیه موجب شده نام این روستا به کون اب یا همان مرکز (کانون) یا معدن اب اطلاق گردد.
البته در مورد سال پیدایش که در مقاله ذکر شده شاید در مورد روستای فعلی که خرابه های ان موجود است این موضوع صدق کند اما با توجه به تپه های باستانی مانند تل محمد حسنی و قلعه کهنه و توجه به این موضوع که این روستا در گذشته بسیار اباد بوده و اب فراوان و زمین های حاصل خیزی را شامل میشده و در این گونه اماکن مهاجرت کمتر اتفاق میافتاده بلکه با خراب شدن یک ابادی مردم در مجاورت  همان روستا روستای دیگری بنا میکردند احتمالا تاریخ این منطقه بسیار قدیمی تر بوده و شواهد به دوران قبل از اسلام بر میگردد که البته نیاز به کاوش های باستانشناسی دارد.

## جمعیت
این روستا در دهستان سروستان قرار دارد و براساس سرشماری مرکز آمار ایران در سال ۱۳۸۵، جمعیت آن ۴۰۹ نفر (۹۱خانوار) بوده‌است.